# Josep Casalins i Castanyer
Josep Casalins i Castanyer (1731-1814) fou un organista actiu a l'Església Parroquial de Sant Pere i Sant Pau de Canet de Mar des de 1774 fins a 1814. A més, comptà amb el llicenciat d'orgue, i fou fill de Joseph Casalins i de Maria Castanyer, els quals van ser habitants de la Vila de Canet.

## Biografia
L'any 1760, Josep Casalins va pretendre obtenir la plaça de violí, però els examinadors el van declarar “inhàbil per l’instrument de violí”. Tot i això, 14 anys més tard, concretament en 1774, Casalins es presentà a l’oposició d’organista a la parroquial, conjuntament amb Joan Oller (clergue), en què tots dos eren llicenciats d’orgue i vilatans de Canet. Els dos aspirants van dur a terme la prova, la qual es preguntava qüestions rellevants sobre música, tocar l’orgue, entre d'altres. Seguidament, el jurat, davant la certificació del notari canetenc Josep Llobet, va confirmar la decisió. Josep Casalins va ser el guanyador, sent totalment capaç tant del cant pla com a l’acompanyament, mentre que a Oller se'l va considerar “incapaç”, sent inapte en el cant pla i l’acompanyament.
El 14 de juliol de 1774, la Comunitat Parroquial, van admetre a Casalins com a nou organista. Dins d’aquest càrrec, Casalins havia de complir diverses obligacions com fer residència a l'església parroquial de Sant Pere i Sant Pau, administrar els sagraments, ajudar als malalts, ensenyar la doctrina cristiana tots els diumenges, assistir a totes les funcions i anar a combregar, combatre el mal temps, tocar l’orgue i acompanyar la capella de cant de l'església a les ocasions i sempre que el mestre de capella o el senyor rector ho digui, ensenyar a llegir, escriure i aritmètica als fills de la parròquia i de la present vila. A partir d’aquí, Casalins rebria una paga anual de 40 lliures.
Dins l'església parroquial, hi va haver diversos organistes com Miquel Oller, Salvador Ferrer i Clausell, Salvador Jordana i Buch i Antoni Gil. També, es localitza a Casalins fins al 1795 sent testimonis de diversos casaments. Finalment, Casalins va morir als 83 anys havent rebut els acostumats sagrats, i havent regit fins al final de la seva vida l’orgue parroquial.